# Sailly-Saillisel
Sailly-Saillisel település Franciaországban, Somme megyében. Lakosainak száma 478 fő (2022. január 1.). Sailly-Saillisel Bouchavesnes-Bergen, Morval, Rocquigny, Le Transloy, Combles, Mesnil-en-Arrouaise és Rancourt községekkel határos.

## Népesség
A település népessége az elmúlt években az alábbi módon változott:
| Lakosok száma | 477  | 473  | 489  | 477  | 479  | 483  | 484  | 488  | 478  |
|               | 2013 | 2015 | 2016 | 2017 | 2018 | 2019 | 2020 | 2021 | 2022 |